# Emilio Dandolo
Emilio Dandolo (né le 4 avril 1830 à Varèse et mort le 20 février 1859 à Milan) est un patriote italien, connu pour avoir participé à certaines des plus importantes batailles du Risorgimento.

## Biographie
Issu d'une famille qui a vu naître plusieurs figures liées à la Première guerre d'indépendance italienne, Emilio Dandolo a été l'un des protagonistes des cinq journées de Milan (1848) avec son frère Enrico, ainsi que ses amis Luciano Manara et Emilio Morosini.
Il a combattu avec les volontaires lombards de la Légion Manara dans les campagnes du Bresciano et du Trentin. L'année suivante, toujours avec son frère Enrico, il a participé à la création de la République romaine (1849) et, avec le bataillon de Bersaglieri lombards sous le commandement du Luciano Manara, pour sa défense contre les Français. Il a été blessé à la bataille de la Villa Corsini, au cours de laquelle son frère Enrico a été tué. Ayant survécu aux événements qui ont suivi la chute de la République romaine, il fut contraint à l'exil d'abord à Marseille, puis à Lugano. Au cours de cette période, il a écrit plusieurs ouvrages, dont Voyage en Égypte, au Soudan, en Syrie et en Palestine et Les volontaires et les Bersaglieri lombards.
De retour en Italie, il a travaillé sans relâche pour préparer la reprise des hostilités contre l'Autriche. Il a participé à la Guerre de Crimée, mais parce qu'il était un citoyen autrichien, il fut renvoyé à Milan, où il a été soumis à un contrôle minutieux par la police.
Gravement malade de tuberculose, Emilio Dandolo est mort en 1859, juste avant que la Lombardie soit libérée. Ses funérailles, à Milan, ont pris une forte connotation anti-autrichienne. Il est enterré, sur disposition des autorités autrichiennes dans une tentative pour éviter les troubles, dans le cimetière d'Adro.